# مسجد عقبة بن عامر الجهيني
جامع سيدي عقبة بن عامر بقرافة سيدي عقبة، ويضم قبر الصحابي عقبة بن عامر الجهني. أنشأه الوزير محمد باشا أبو النور السلحدار الذي كان يلي مصر والشام من قبل السلطان العثماني سنة 1066 هـ، ويحمل الرقم 535 في تسجيلات وزارة الآثار المصرية

## وصفه
يتكون المسجد الحالي من مستطيل يشتمل على رواقين يتوسطها صف من العقود المحمولة على عمد حجرية مثمنة، وقد زخرف سقف المسجد بنقوش زيتية ومذهبة وكتب بإزار السقف أبيات من قصيدة البردة وفي الحائط الشرقي بجوار القبلة نقش في الحجر: (إنما يعمر مساجد الله من آمن بالله واليوم الآخر. ..إلى آخر الآية) " هذا قبر عقبة بن عامر الجهني حامل راية رسول الله - صلى الله عليه وسلم -.
وفتحت في أعلى جدران المسجد نوافذ ملئت بشبابيك جصية مخرمة (معشقة) بالزجاج المتعدد الألوان.
ويقع المدخل الرئيس للمسجد في الواجهة الغربية، وإلى يساره توجد المئذنة التي تتكون من بدن إسطواني مرتفع ويشتمل على دورة واحدة. وفي الركن الجنوبي الغربي للمسجد يوجد ضريح سيدي عقبة، وهو عبارة عن حجرة مربعة يعلوها قبة مقامة على رقبة مرتفعة وتعتبر قبة سيدي عقبة من أجمل وأكبر القباب التي أنشئت في العصر العثماني فهي مضلعة من الخارج أما رقبتها فقد كسيت ببلاطات القاشاني. والقبة منقوشة من الداخل برسوم زيتية، ومكتوب على الإزار الخشبي الذي يحيط بجدران المربع آية الكرسي .
وعلى القبر مقصورة خشبية وأمامه شاهد من الرخام نقش على أحد وجهيه آية الكرسي وعلى الوجه الآخر ما نصه: " هذا مقام العارف بالله تعالى الشيخ عقبة بن عامر الجهني الصحابي رضى الله عنه. جدد هذا المكان المبارك الوزير محمد باشا سلحدار دام بقاه في سنة ست وستين وألف "
وفي داخل القبة يوجد قطعة من حجر أسود (لماع) يدعي سدنة الضريح أن الرسول صلى الله عليه وسلم وضع قدمه عليها.
كذلك أنشأ محمد باشا السلحدار بجوار جامع سيدي عقبة زاوية جعلها مكتبا لتعليم اليتامى القراءة والكتابة وحفظ القرآن. وتشتمل الزاوية على محراب دائري مبني بالحجر (الفضى النحيت) الأحمر وعلى جانبيه شباكان من النحاس الأصفر. ويعلو المحراب نافذة مستديرة مملوءة بالخشب الخرط الجميل.
كما أنشأ سبيلاً كسى أرضه بالرخام المتعدد الألوان. أما صهريج السبيل فيقوم على أربعة عقود ويتوسطه قبة وبيارة على فوهتها (خرزتان) تعلو أحدهما الأخرى العليا من الرخام والسفلى من الحجر، وبجانب البيارة حاصل للماء يصل منه الماء إلى حوضي المزملتين، الكبرى منهما فرشت أرضيتها بالرخام الملون النفيس والأخرى يجري إليها الماء في مجرى من الرصاص.